# Bella Vista (Corrientes)
Pour les articles homonymes, voir Bella Vista.
Bella Vista est une ville et le chef-lieu du département de Bella Vista, dans la partie occidentale de la province de Corrientes en Argentine.
Elle est située sur la rive gauche du Rio Paraná, à 891 km de Buenos Aires.
La ville est principalement connue pour son carnaval au mois de février.